# Samara Arboretum
El Arboreto de Samara (en francés: Arboretum de Samara) es un parque temático, arboreto y jardín botánico de Francia de 30 hectáreas de extensión en La Chaussée-Tirancourt, departamento de Somme. Se encuentra abierto al público todos los días de los meses cálidos del año. Se cobra una tarifa de entrada
También está catalogado como « Jardin Remarquable» ( jardín notable ) en el 2000.

## Historia
Samara es un proyecto de desarrollo regional que fue abierto al público en 1988.
En este parque se recrea la antigua civilización y sus viviendas en la zona. Basados en la arqueología local, desde el periodo paleolítico a la época galo-romana, incluyendo reconstrucciones de viviendas y otros edificios situados en el interior de áreas pantanosas.

## Colecciones botánicas
Entre las colecciones botánicas que incluye el parque:
- Arboreto con 100 variedades de árboles,
- Pequeño jardín botánico con 500 variedades de plantas,
- Jardín etnobotánico en el que están presentes los cultivos más comunes del periodo neolítico,
- Sendero de naturaleza.